# 宝坻区
宝坻区是中华人民共和国天津市的市辖区，位于天津市北部，北京天津唐山三角地理中心，潮白新河贯穿全区。宝坻古称“渠阳”、“盈州”，于金朝大定十二年（1172），始置县。被誉为“京东第一集”、“京畿重镇”、“京东大邑”。
宝坻区东与河北省唐山市玉田县相邻；东南及西南分别与宁河区、武清区接壤；西与河北省廊坊市的香河县和三河市相连；北与蓟州区隔蓟运河相望。
2017年，承担中华人民共和国第十三届全国运动会部分比赛任务。全国百强区、全国中小城市综合改革试点、中国特色农产品优势区、国家农产品质量安全县。

## 历史[2]

### 古代
歇马台遗址表明至少在商周时期，宝坻已有聚落出现。战国后期，始有建城记录，为现秦城古城址，西汉时城池被弃。西汉至唐天宝元年（742）属雍奴县，唐玄宗天宝元年改雍奴县为武清县，自此至辽会同元年（938），属武清县。五代十国时期，后唐同光三年（925），幽州节度使赵德钧在此地置新仓榷盐院。后晋天福三年（938），后晋高祖割燕云十六州与辽，遂属辽，辽在此地置新仓镇，固有俗语称“先有榷盐院，后有宝坻县”。辽会同元年（938），转属香河县。北宋宣和四年（1122），金辽交战，宋乘机占新仓。宣和七年（1125），被金所取。
金朝正隆五年（1160年），马琪擢进士第，是宝坻第一位进士。大定十二年（1172），始置县，分香河县东一万五千户设宝坻县，首任县尹为振威将军王䘰，治所为新仓镇，筑土城，“谓盐乃国之宝，取如坻如京之义，命之曰宝坻”。大定十三年（1173），合并榷盐司与永盐司，设宝坻盐使司，为金朝七大盐使司之一，行盐地面为中都路。承安三年（1198）升为盈州，辖武清县、香河县。明昌元年（1190）十月，金章宗驻跸于县城南五公里处，今歇马台村。金章宗泰和四年（1204）废州为县。元朝时直隶于大都路。至元十六年（1279）编大都各县农民三百户于宝坻屯田。明洪武元年（1368）直隶于北平府，洪武十年（1377）起转隶北平府通州。弘治十三年，知县庄𥜃率众将宝坻城墙改土墙为砖墙，建女墙、城楼、角楼，并挖掘护城河，设吊桥。崇祯九年（1636），清兵攻宝坻县城，城破，死者数千，后世称“丙子之难”。清朝属顺天府。康熙三十九年（1700），清圣祖至宝坻。雍正四年（1726），怡亲王胤祥查勘京东水利至宝坻。雍正九年（1731），分宝坻县东南二百四十庄，置宁河县。

### 近代
光绪二十六年（1900），俄国军队攻打宝坻县城及黄庄。
民国三年（1914），隶属京兆特别区。北伐战争期间，受阎锡山军与张作霖军交战的影响，匪患成灾，经济损失达五十万元以上。1928年，国民政府取得北伐战争胜利，京兆特别区废除，宝坻县转属河北省，宝坻县议事会、参事会解散。1930年，中原大战爆发，受征调影响，全县经济损失达二十多万元。1931年9月27日，宝坻县紧急召开针对九一八事变的全县各界代表会议。1931年10月4日，宝坻县反日救国会成立。1931年10月，宝坻县城爆发抗日示威游行，要求中华民国国民政府对日宣战。1932年4月，梁思成至宝坻，考察广济寺。1932年6月，宝坻各校学生举行罢课，张贴抗日标语，并至县政府请愿，遭警察镇压。1933年3月，侵华日军两架飞机轰炸宝坻县城。同月，国民革命军第二十九军进驻宝坻县城一部撤退。1933年5月，日军占领宝坻。1935年，日伪宝坻县政府受冀东防共自治委员会管辖。1938年，日伪宝坻县政府受中华民国临时政府管辖。1940年，日伪宝坻县政府受汪伪国民政府华北政务委员会河北省管辖。1941年，中华民国国民政府将宝坻县划为河北省第三行政督察区管辖。1942年2月，日军“扫荡”宝坻县东部地区，一百余名青壮年被押往抚顺煤矿。1944年2月，日伪成立“联庄会”。1944年11月21日，日伪包围大吴庄，杀害9人；22至23日，于赵家铺、四里港杀害11人，重伤1人。1944年12月1日，日伪于回家庄杀害3人，烧房5间。1944年12月底，中共武装十区队两个连于工部村全歼日伪军，日军守备队中队长自杀。1945年2月25日，八路军于赵各庄战斗中歼灭日军120余人，日军指挥官堀内文夫少佐切腹。1945年3月11日，日伪军杀害3人，重伤1人，烧毁南家庄。1945年4月10日，中共香武宝联合县于庞各庄村西建立赵各庄战斗牺牲烈士纪念碑。1945年7月22日，日伪军于大唐庄杀害3人，并放火烧屋。
1945年9月30日，中共部队战胜日军，光复宝坻县城。
1945年10月11日，中华民国国民政府宝坻县流亡政府在武清县杨村成立。
1946年1月1日，中华民国国民政府宝坻县流亡政府还乡团于中登村袭击中共武宝宁一区群众大会，造成6人死亡，一百余人受伤。1946年1月，中共撤销各联合县，恢复宝坻县原县制，成立中共宝坻县委与宝坻县民主政府。1946年6月，开始土地改革，各村逐步建立农会组织。1946年9月初，中共县委县政府撤离宝坻县城。1946年9月8日，国民革命军第九十二军进入宝坻县城，中华民国国民政府宝坻县政府、国民党宝坻县委随之入城。1946年11月26日，中共攻克宝坻县城。1947年，国军九十二军五十六师一六八团再次占领宝坻县城。1947年2月7日，国军一六八团抢劫城内商号后，全部出城，中共宝坻武装部队当即入城。1947年，宝坻县城城墙被拆除。1947年2月8日，国军一六八团制造“火烧北大洼”惨案，在大钟庄洼地区洗劫村庄32个。1949年5月，首次设立现代医疗机构，中共宝坻县政府成立宝坻县卫生院。1949年8月，宝坻县划归河北省天津专区管辖。

### 现代
1949年10月15日，宝坻县第一届各界人民代表会议召开。1951年12月，宝坻潮白河大桥建成通车。1953年10月，首次举行乡镇人民代表大会代表选举。1954年6月25日至29日，宝坻县第一届人民代表大会第一次会议召开。1958年6月，转属河北省唐山专区。1958年11月，香河县并入宝坻县。1960年6月25日，改属河北省天津市。1962年6月1日，宝坻县、香河县分离。1965年1月1日，宝坻北站建成，津蓟铁路开通运营，始通铁路。1967年，划归河北省天津地区。
1973年7月7日，国务院批复河北省所辖武清、静海、宝坻、宁河、蓟县五县划归天津市。16-18日，天津市人民政府与河北省人民政府在石家庄召开交接会议，部署五县划转相关工作。8月1日，宝坻县改属天津市。1974年6月22日，江青到访小靳庄。1975年春，始有宝坻产品参加广交会。1976年7月28日，唐山大地震，宝坻县死亡795人，伤17591人。
1980年6月，里自沽农场、大钟农场、黄庄农场划归天津市农场管理局管理。1983年，宝坻县城开始改造工程。2001年，撤县设区，改称宝坻区。2003年3月，组建天津宝坻经济开发区。2015年12月29日，宝坻站开工。2017年，京津中关村科技城开工。2017年8月，承办中华人民共和国第十三届全国运动会拳击、羽毛球比赛。2017年9月1日，京唐城际铁路宝坻段开工。2018年6月11日，京滨城际铁路宝坻段开工。2019年12月25日，潮白河国家湿地公园成立。
2020年1月，爆发宝坻百货大楼冠状病毒病聚集性疫情，病亡两人。2022年6月21日，发生2022年天津宝坻6·21燃气泄漏爆燃事故。
2022年12月30日，宝坻站、宝坻南站建成，标志着京唐城际铁路、京滨城际铁路正式通车。2023年8月3日，成为全国第三批城市一刻钟便民生活圈试点。2024年2月26日，开通天津市首条智能网联汽车示范应用线路——宝坻智能网联公交示范线。2025年5月，成为全国文明城市。

## 行政区划

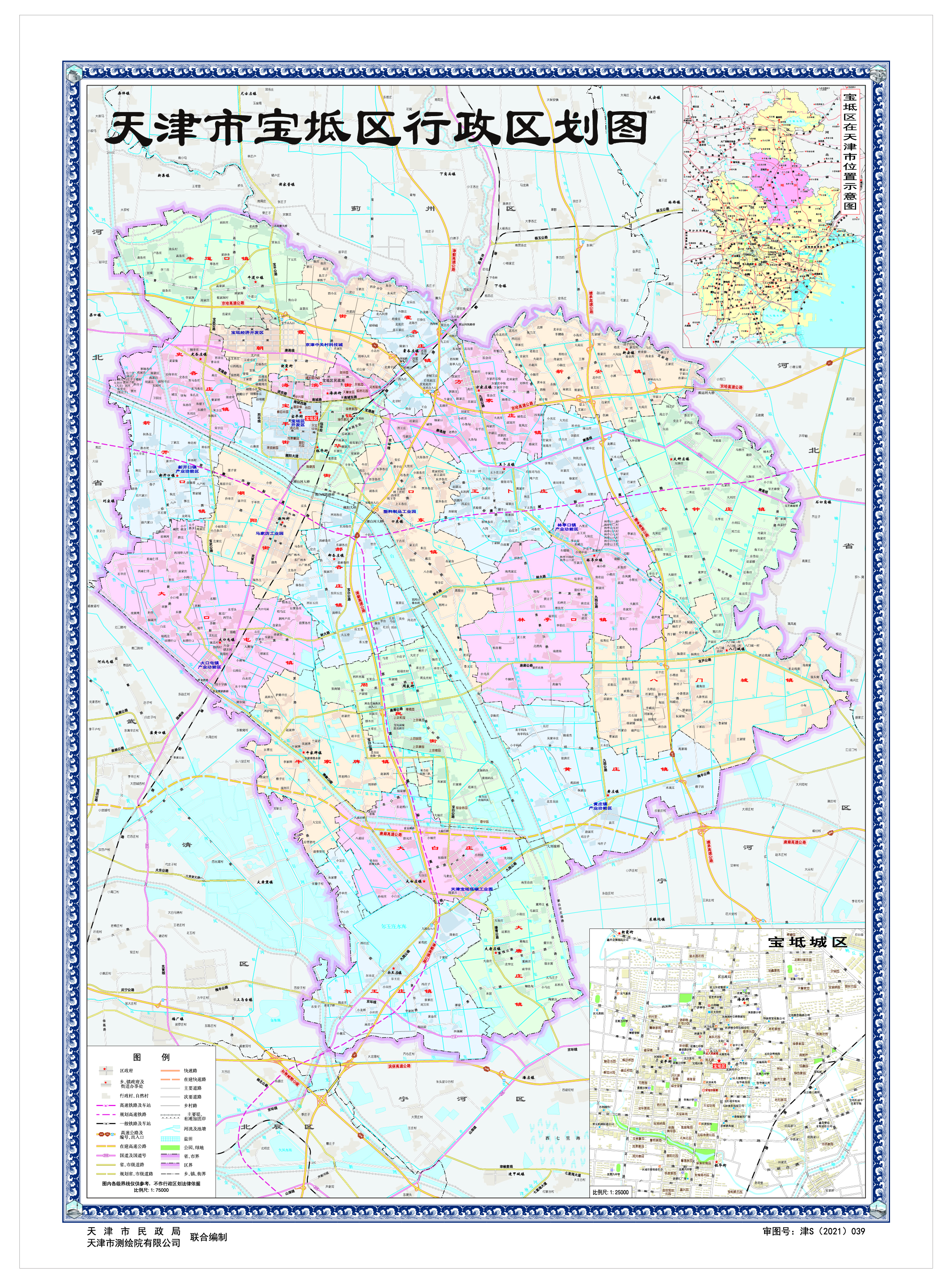
宝坻区行政区划图（2022年）

宝坻区下辖6个街道办事处、18个镇：
海滨街道、宝平街道、钰华街道、周良街道、潮阳街道、朝霞街道、大口屯镇、王卜庄镇、方家庄镇、林亭口镇、八门城镇、大钟庄镇、新安镇、霍各庄镇、新开口镇、大唐庄镇、牛道口镇、史各庄镇、郝各庄镇、牛家牌镇、尔王庄镇、黄庄镇、口东镇、大白庄镇、宝坻经济开发区和京津中关村科技城。

## 人口
根据(中国)天津市2020年第七次全国人口普查主要数据公报显示：宝坻区常住人口为722367人，男性占比51.64%，女性占比48.36%，年龄结构中0-14岁占比14.8%，15-59岁占比63.24%，60岁以上占比21.96%，65岁以上占比15.83%。

## 交通

### 公路

#### 公共汽车
- 宝坻区公交线路

#### 长途车站
- 宝坻区客运站

#### 主要道路
- 233国道  509国道
- 京哈高速  津蓟高速  塘承高速

### 铁路

#### 铁路站点
- 宝坻站
- 宝坻北站
- 宝坻南站
- 大口屯站

#### 铁路线路
- 津蓟铁路
- 京唐城际铁路
- 京滨城际铁路
- 津承城际铁路

## 旅游休闲

### 自然
- 潮白河国家湿地公园
- 青龙湾固沙林自然保护区（青北森林公园）
- 尔王庄水库

### 文化
- 广济寺
- 金顶石经幢
- 秦城古城址
- 宝坻区烈士陵园
- 大觉寺
- 了凡纪念馆
- 宝坻书画院
- 京东第一集牌楼
- 吉祥庵
- 玉佛宫

### 体育
- 宝坻体育馆
- 宝坻健身公园
- 海滨足球场

### 休闲
- 京津新城
- 赵丽蓉广场
- 朝霞公园
- 了凡公园

## 教育

### 大学
- 北京科技大学天津学院

2005年，珠江投资与北京科技大学合作在京津新城珠江北环东路1号建立。
- 天津财经大学珠江学院

2006年，珠江投资与天津财经大学合作在京津新城珠江北环东路2号建立。
- 天津体育学院水上运动学院

### 高中
- 宝坻区第一中学
- 南开中学京津中关村科技城学校
- 宝坻区第四中学
- 宝坻区第九中学（北大宝坻附属实验中学）
- 宝坻区艺术中学
- 京津新城第一中学
- 大钟庄高级中学
- 王卜庄高级中学
- 大口屯高级中学
- 李家深高级中学
- 林亭口高级中学
- 北大宝坻附属实验学校高中部（民办）
- 铭洋高级中学（民办）
- 宝衡高级中学（民办）

### 中专
- 天津市宝坻区体育中学
- 天津市宝坻中等专业学校
- 天津全人职业中等专业学校（民办）

## 民间艺术
- 民间曲艺：京东大鼓过去流传于宝坻、香河、通县等地，其中以宝坻艺人刘文斌、董湘昆等最为著名。宝坻是评剧之乡，是西路评剧的主要发源地，著名的评剧演员有刘宝山、刘小楼、尚和玉、赵丽蓉等。过去，宝坻乡间还有皮影，传统文娱活动有高跷、旱船、中幡、狮子、毛驴会等，演出多在正月，俗称“走会”。

- 民间习俗：白事要请鼓乐班，鼓乐班一般包括唢呐、笙、云锣、鼓、梆子、二胡等乐器，多由6-8人组成，演奏的曲目属于河北吹歌的冀东吹歌，常见传统曲目有《翠竹帘》、《祭腔》、《一池水》、《天下同》、《海青歌》等，是天津市非物质文化遗产。

## 名人
Category:寶坻人